# Дель Валль, Александр
Александр дель Валь (фр. Alexandre del Valle; род. 6 сентября 1969, Марсель) — французский геополитолог, публицист, автор многочисленных книг, статей и научных работ в области международных отношений и геополитики.

## Краткая биография
Родился в Марселе в семье с франко-итальянскими корнями.
Высшее образование получил в Институте политических исследований (l’Institut d'études politiques) в Экс-ан-Провансе, где он получил диплом по Военной истории, безопасности и национальной обороне и в Университете Монпелье 3 Пол-Валери (Université Montpellier 3 Paul-Valéry), где он получил диплом по Истории политических доктрин и политических институтов.
Он продолжил своё образование в Университете политических наук (Università di scienze politiche) Милана в 1992 году.
Защитил докторскую диссертацию в Университете Монпелье 3 по теме «Запад и Вторая деколонизация: индихенизм и исламизм от холодной войны до сегодняшнего дня».

## Профессиональная карьера
В 2000-х гг работал в Европейском Парламенте в Брюсселе, где впоследствии создал консалтинговую фирму.
Александр Дель Вал преподаёт в Школе Коммерции Ла-Рошель геополитику и международные отношения.

## Публицист
В своей первой книге «Исламизм и Соединенные Штаты: альянс против Европы» (1997), он анализирует поддержку американскими спецслужбами моджахедов во время войны в Афганистане (1979—1989).
Дель Вал анализирует роль США в использовании исламистов для борьбы с Советским Союзом.
Всего Дель Вал опубликовал семь публицистических книг, в которых он проанализировал подъём исламизма, который он назвал новым видом тоталитаризма; западную цивилизацию и кризис западной идентичности; геополитику Турции и её кандидатуру в Европейский Союз; а также конфликт в Сирии.

## Взгляды
В своих книгах Дель Вал выступает за сближение России с Европой, для создания нового геополитического блока, который он называет Пан-Западом. По его мнению, российско-европейский союз необходим для успешной совместной борьбы с радикальным исламизмом. По его мнению, «примирение России с Европой и Западом» может произойти «в рамках своеобразной „панзападной“ системы: для этого Западу нужно отказаться от высокомерного универсалистского мировоззрения и сосредоточиться на собственных цивилизационных идеалах, христианско-иудейском самосознании и стратегическом пространстве на фоне новых вызовов многополярного мира.»
В своей книге «Исламизм и США: союз против Европы» (1997), Дель Вал отмечает, что Соединенные Штаты — это «тоталитарная демократия», «единственная сверхдержава, не потерпящая возникновения малейшей конкуренции [своей власти] и полная решимости управлять Европой». Он считает что «исламизм — лишь один из кнутов для этого». В то же время, «Вашингтон использует НАТО для контроля Европы вопреки её собственным интересам». По его словам, «после падения Берлинской стены общность геополитических и идеологических интересов, которые объединяли Западную Европу и США против советского лагеря, уже выглядит частично устаревшей». Он делает вывод, что «США ведут войну против Старого Света».
В книге «Турецкая дилемма» Дель Вал рассматривает все pro и contra вхождения Турции в ЕС. По его мнению, «существуют сугубо геополитические соображения выгоды „азиатской“ экспансии Евросоюза: мост между христианским и исламским мирами, укрепление восточных границ Европы, её контроль над нефтепроводами Каспийского моря; кроме того, Турция в составе ЕС улучшит имидж Европы в глазах исламских государств, перестав быть замкнутым христианским клубом». Дель Вал также считает, что «готовность Европы принять Турцию объясняется её страхом прослыть закрытой кастой, диктующей свою волю остальному миру. Но такой аргумент — сам по себе абсурд: с тем же „успехом“ арабские страны могли бы присоединить к себе Индию, исходя из соображений территориальной близости и страха прослыть „исламским клубом“. Геополитические принципы в данной ситуации ошибочны — это вопрос взаимодействия цивилизаций, менталитетов и культур. Исторические, генетические связи Турции с восточным, нехристианским миром слишком прочны, чтобы она могла за несколько десятилетий перестроиться и подняться до уровня развитого Запада — политически, экономически, культурно».
Анализируя геополитические вызовы, связанные с радикальным исламизмом, Дель Вал отмечает, что «источник проблем — не ислам как вера, а те, кто придерживается его несовместимого с нашей моделью бедуинского и теократического прочтения».
Дель Вал критически относится к экспансии Запада, который, по его словам «ведёт себя как империя-завоеватель, стремится к бесконечному расширению». Он настаивает на том, что «НАТО пора перестать видеть в России врага и начать рассматривать её как достойного уважения партнёра». В то же время Дель Вал выступает против расширения Евросоюза «на территории, которые в России рассматривают как нейтральные или же считают своим долгом защитить». Он считает это расширение сильнейшии источником трений: чем дальше Евросоюз продвигается к Балканам, тем больше он настраивает россиян против себя и питает их антизападный настрой.
Анализируя тенденции мировой геополитики, Дель Вал отмечает, что «мир ожидает создание и укрепление сил, стремящихся, подобно России, противостоять господству западных государств и выйти из их влияния». Он также пишет, что в ближайшем будущем мировая геополитика будет отмечена «постепенным и неумолимым упадком Запада» и вступлением в многополярный мир. В этой новой системе международных отношений Россия не позволит «американцам дестабилизировать дружеские режимы и создать угрозу для её непосредственных интересов во имя так называемых прав человека», добавляя, что «период, когда Америка могла делать, что хотела и где хотела, остался в прошлом».

## Публикации
- La Maronité politique, Le système confessionnel libanais et la guerre civile (Маронитская община, ливанская кофессиональная система и гражданская война), IEP d’Aix-en-Provence, 1992 (mémoire).
- Statut légal des minorités religieuses en terres d’Islam (Юридический статус религиозных меньшинств в исламских странах), Faculté de droit d’Aix-en-Provence, 1993 (mémoire).
- La Théorie des élites (Теория элит), Faculté de Sciences politiques de Milan, 1993 (mémoire de DEA en histoire des doctrines politiques et des institutions politiques).
- Islamisme et États-Unis, une alliance contre l’Europe (Исламизм и США: союз против Европы), L'Âge d’Homme, 1997 (ISBN 2-8251-1060-4). (переведена на итальянский и сербско-хорватский).
- Une idée certaine de la France (Определенная идея о Франции) (ouvr coll), Sous la direction d’Alain Griotteray, 1999, France-Empire, 1998.
- Guerres contre l’Europe : Bosnie, Kosovo, Tchétchénie (Войны против Европы: Босния, Косово, Чечня), Les Syrtes, 2001 (ISBN 2-84545-045-1). (переведена на испанский, португальский, итальянский и сербо-хорватский).
- Quel avenir pour les Balkans après la guerre du Kosovo (Будущее Балкан после войны в Косово), Paneuropa/L’Age d’Homme, 2000.
- Le Totalitarisme islamiste à l’assaut des démocraties (Исламистский тоталитаризм против демократии), Les Syrtes, 2002.
- La Turquie dans l’Europe : un cheval de Troie islamiste ? (Турция в Европе: троянский конь исламизма?), Les Syrtes, 2004 (ISBN 2-84545-093-1).
- Le Dilemme turc, ou les vrais enjeux de la candidature d’Ankara (Турецкая дилемма, или подоплеки турецкой кандидатуры в ЕС) avec Emmanuel Razavi, Les Syrtes (ISBN 2-84545-116-4).
- Frères musulmans. Dans l’ombre d’Al Qaeda, Jean-Cyrille Godefroy, 2005 (ISBN 2-86553-179-1), préface d’Emmanuel Razavi.
- Perché la Turchia non può entrare nell’Unione europea (Почему Турция не может вступить в ЕС), Guerini ed Associati, Milan, 2009 (préface de Roberto de Mattei).
- I Rossi, Neri, Verdi: la convergenza degli Estremi opposti (Коммунисты-Нацисты-Исламисты: ковергенция противостоящих экстремизмов), Lindau, 2009, Turin (préface Magdi Allam).
- Pourquoi on tue des chrétiens dans le monde aujourd’hui ? : La nouvelle christianophobie (Почему убивают христиан сегодня в мире? Новая христианофобия), Maxima Laurent du Mesnil 2011 (préface Denis Tillinac)
- Le complexe occidental : Petit traité de déculpabilisation (Западный комплекс: краткий справочник для избавления от вины), L’artilleur, Toucan Essais, 2014.
- Le Chaos syrien, printemps arabes et minorités face à l’islamisme (Сирийский хаос, Арабская весна и меньшинства под угрозой исламизма), Dhow, 2014.